# Centro Comercial Bonaire
El Centro Comercial Bonaire es un centro comercial situado en Aldaya, en el área metropolitana de Valencia, a 15 minutos en coche del centro de Valencia y a 8 minutos del Aeropuerto de Valencia, propiedad de Unibail-Rodamco-Westfield. Cuenta con 254.000 metros cuadrados de superficie total, lo que lo convierte en el tercero del país por superficie total y 135.000 de superficie bruta alquilable, que lo convierte en el quinto de España por superficie bruta alquilable. Es el más grande de la Comunidad Valenciana.

## Historia

### Incendio del McDonald's
El 25 de septiembre de 2022 hubo un incendio que destruyó el restaurante McDonald's y que obligó a desalojar todo el centro comercial por la toxicidad del humo.

### Gota fría de 2024
El 29 de octubre de 2024, el centro comercial Bonaire fue uno de los lugares más afectados por la gota fría, también conocida como DANA, debido a la intensa avenida y al desbordamiento del barranco de la Saleta.
Un torrente de agua inundó las galerías del centro comercial, el supermercado, el estacionamiento al aire libre y, especialmente, el subterráneo, dejando solo la parte alta intacta. Cientos de clientes y empleados tuvieron que pasar la noche refugiados en las salas de cine, a la espera de que se normalizara la situación. En una primera inspección del lugar el 3 de noviembre, realizada con buzos, kayaks y drones, no se encontró ningún cadáver.
A partir del 13 de diciembre de 2024, comenzaron a reabrir algunos comercios próximos al aparcamiento exterior.
Después de 106 días cerrado al público y una vez finalizadas las obras de reconstrucción, el 13 de febrero de 2025 se produjo la reapertura completa del complejo, a excepción del parking subterráneo. El 4 de marzo de 2025, el centro adelantó su horario de cierre ante la previsión de un nuevo episodio de fuertes lluvias, reabriendo al día siguiente con normalidad.
El 19 de julio de 2025, reabrió parte del parking subterráneo tras realizar las pertinentes obras de reconstrucción y mantenimiento. Se prevé la puesta en servicio de todas las plazas de estacionamiento a finales de verano.

## Accesos

### Por carretera
- A-3
- CV-33

### En autobús
| Línea | Trayecto                                                                             | Operador        |
| ----- | ------------------------------------------------------------------------------------ | --------------- |
| 106A  | Torrente - Alacuás - Aldaya - C.C. Bonaire - Cuart de Poblet - Aeropuerto - Manises  | Fernanbús       |
| 106B  | Torrente - C.C. Bonaire                                                              | Fernanbús       |
| 160A  | Valencia - Barrio de la Luz - Chirivella - Aldaya - Barrio del Cristo - C.C. Bonaire | Fernanbús       |
| 430A  | Turís - Valencia                                                                     | Autocares Buñol |
| 430B  | Turís - Valencia (por Cuart de Poblet y Mislata)                                     | Autocares Buñol |
| 431A  | Cheste - Valencia                                                                    | Autocares Buñol |
| 431B  | Cheste - Valencia (por Urbanización Olimar)                                          | Autocares Buñol |
| 435A  | Yátova - Valencia                                                                    | Autocares Buñol |
| 435B  | Yátova - Valencia (por Cheste)                                                       | Autocares Buñol |
| 435C  | Yátova - Valencia (por Cheste y urbanización Olimar)                                 | Autocares Buñol |
| 438A  | València - ONU y Air Nostrum - La Reva y L'Oliveral                                  | Autocares Buñol |
| 438B  | València - La Reva y L'Oliveral                                                      | Autocares Buñol |

## Establecimientos
El centro comercial posee 123 tiendas, 27 restaurantes y cine.

### Tiendas

#### Alimentación
- Alcampo
- Nespresso
- Belros

#### Moda
- Amada
- Antony Morado
- Aw Lab
- Benetton
- Bershka
- Bijou Brigitte
- Bossanova
- Boston
- C&A
- Calzedonia
- Celio
- Charanga
- Cortefiel
- Courir
- Deichmann
- Desigual
- El Ganso
- Time Road
- Festa
- Greenwich
- H&M
- Hawkers
- Hollister
- Inside
- Inside Shoes
- Intimissimi
- Jack & Jones
- Joya Diseño y Oro
- Koröshi
- Lefties
- Levi´s
- Mango
- Marypaz
- Massimo Dutti
- Maydo
- Mayoral
- Merkal Calzados
- Mezea
- Misako
- Ms Mode
- Natura
- Núñez de Arenas
- Oysho
- Paco Martínez
- Pandora
- Parfois
- Pepe Jeans
- Pimkie
- Polinesia
- Primark
- Pull&Bear
- Punt Roma
- Ray-Ban
- Salsa
- Sambori
- Sfera
- Springfield
- Stradivarius
- Tezenis
- Tommy Hilfiger
- Tous
- Turmalina
- Ulanka
- Victoria´s Secret
- Women´s Secret
- Zara

#### Deporte
- Base
- Decathlon
- Décimas
- Footlocker
- Intersport
- Padesport
- Snipes
- Sprinter

#### Belleza
- Único
- Douglas
- Druni
- Ánima Verde
- Kiko
- Queen Nail
- Rituals
- The Body Shop
- You Are
- Yves Rocher

#### Tecnología y servicios telefónicos
- Yoigo
- Vodafone
- Phone House
- Movistar
- Orange
- Game
- Fnac
- Revivetek

#### Hogar
- First Home
- Leroy Merlin
- Maisons du Monde
- JYSK

#### Servicios
- Administración de loterías
- Halcón Viajes
- Optical Center
- Parafarmacia
- Alain Afflelou
- Multiopticas
- Visionlab
- Ebanni

#### Otros
- Libro Ideas
- Norauto

### Restauración
- Bertal
- The Black Turtle
- Bocalinda
- Burger King
- Cafes Valiente
- El Coso Beer´s
- El Reino Asador
- Llaollao
- Pure Cuisine
- Ginos
- Foster´s Hollywood
- La Tagliatella
- Le Dock
- McDonald's
- Muerde la Pasta
- Panaria
- Panito Pizza
- Pans & Company
- Quick Saona
- Ribs
- Sorsi e Morsi
- Starbucks
- Sushi Tokyo
- Taco Bell
- TGB
- Popeyes
- Udon
- Vips
- Wok Wei
- 100 Montaditos

### Ocio
- Cinesa
- Bigfun (bolera)
- Dock39
- Fun On Ice
- JumpYard

### Hoteles
- Hotel Ibis Valencia Bonaire
- Holiday Inn Express Valencia-Bonaire